# 저온전자현미경

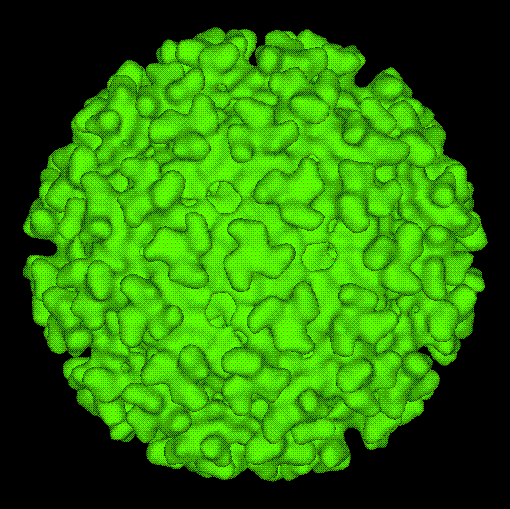

저온전자현미경(cryo-EM: cryo-electron microscopy)은 세포나 수용액에 존재하는 생체 고분자를 초저온 상태로 유지한 채 자연적인 상태로 관찰하는 전자현미경 기구이다.